# 栗胸鸭
栗胸鴨（學名：Anas castanea），也翻作板栗水鴨，是澳大利亞的一種鴨，屬於鑽水鴨。受到1974年國家公園和野生動物法案所保護。

## 描述
栗胸鴨體型較灰鴨稍大，顏色也較深，其中雄鴨頭部是綠色的，相當特殊，且頸、胸與腹部是栗色，身體為深棕色，雌鴨頭部則是棕色，頸部為白色，身體為棕灰色。兩者眼睛中的虹膜都呈紅色，喙則是灰藍色。雌鴨的外形、顏色與灰鴨幾乎相同，難以區分。另外雌鴨可以發出如笑聲般相當大的叫聲。

## 分類
栗胸鴨最早於1838年由英國博物學家托馬斯·坎貝爾·艾頓描述，並命名為Mareca castanea，其中種小名castanea是取自拉丁文castaneus「栗色的」之意。2009年一項分子系統發生學研究以粒線體DNA序列分析鴨科各物種的親緣關係，發現栗胸鴨是分佈於印尼的爪哇灰鴨的姊妹群。

## 分佈與棲地

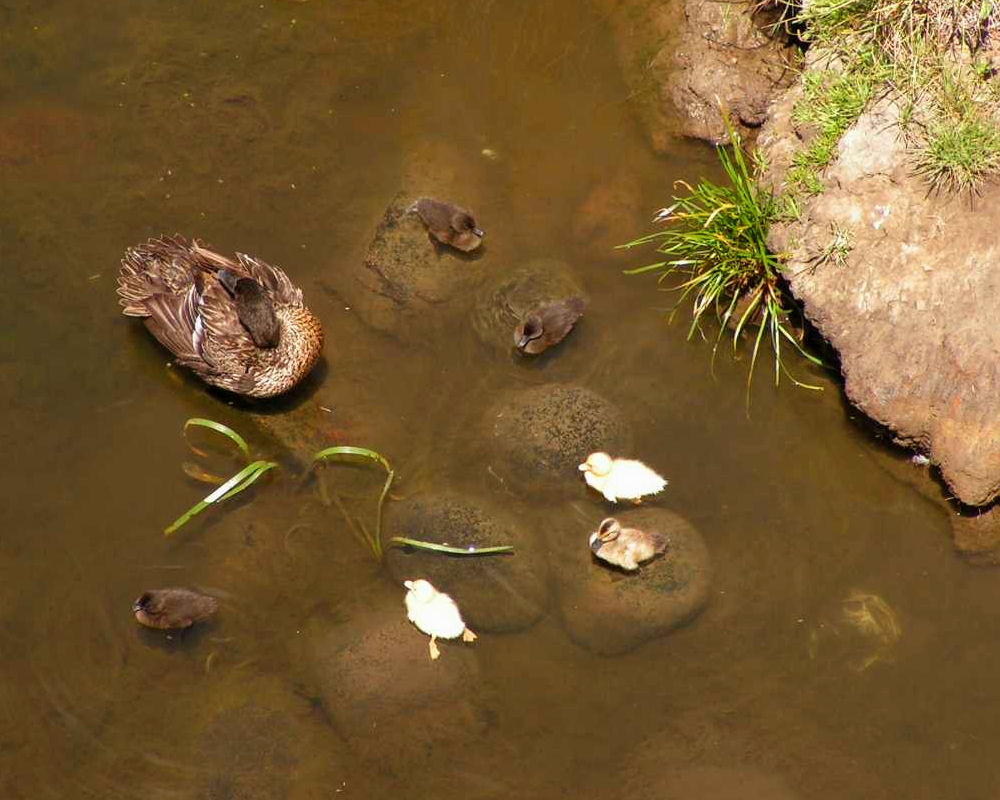
塔斯馬尼亞的栗胸鴨母鴨與6隻小鴨（其中有2隻是白化個體）

栗胸鴨廣泛分佈於澳洲東南部與西南部，在維多利亞省南部與塔斯馬尼亞島尤多，也有個體作為迷鳥出現在澳洲其他區域、豪勳爵島、紐西蘭甚至北至新幾內亞。這種鴨通常棲息在海邊的河口溼地，以昆蟲或種子為食。其生長一般不受鹽度高低影響。
栗胸鴨的族群數量相當龐大，高達十萬隻以上，被IUCN歸類為無危物種，但仍受到棲地破壞的威脅。

## 繁殖
栗胸鴨的繁殖模式為單配偶制，且在繁殖季之外雌鴨與雄鴨也會生活在一起，共同守護巢穴與照護小鴨，其巢穴通常在水中樹幹的樹洞中，也有可能在岸邊的草叢中，正常一窩有7-10顆蛋，但其雌鴨有在別隻雌鴨的巢中產卵的紀錄，造成一窩有多達17顆蛋。小鴨孵出後，一天之內就可學會游泳與走路。栗胸鴨的天敵包括小渡鴉（會捕食蛋與小鴨）、藍舌蜥（會捕食蛋）、紫水雞與麝鴨（會捕食小鴨）、以及游隼、沼澤鷂與狐狸（會捕食成鴨），遇到天敵時即時父母會起身對抗，或以叫聲或水花吸引天敵注意，讓小鴨有機會逃脫。